# Apiosphaeria nipponica
Apiosphaeria nipponica är en svampart som beskrevs av I. Hino & Katum. 1966. Apiosphaeria nipponica ingår i släktet Apiosphaeria och familjen Phyllachoraceae.   Inga underarter finns listade i Catalogue of Life.